# Топика
Вижте пояснителната страница за други значения на Топика.
Топика (на английски: Topeka, произнася се Тъп̀ика) е град и столица на щата Канзас в САЩ.

## География
Градът има население от 122 377 жители (2000) и обща площ от 147,6 км² (57 мили²).
Намира се в североизточния край на щата, на 80 километра западно от град Канзас Сити. Разположен е на южния бряг (и частично на северния) на река Канзас (десен приток на Мисури).

## История
Топика получава статут на град през 1857 г.